# Sempronia de centuriis
La lex Sempronia de centuriis va ser una antiga llei romana proposada per Gai Semproni Grac l'any 123 aC. Ordenava que la votació de les lleis i en les que s'elegien magistrats, les centúries votessin per sorts i no per orde o categoria del cens. Això impedia el control dels comicis per part de l'aristocràcia.